# Lista över fornlämningar i Mjölby kommun (Väderstad)
Lista över fornlämningar i Mjölby kommun (Väderstad) är en förteckning av ett urval av de fornlämningar som finns i Väderstad i Mjölby kommun.
| Namn                                    | Lämningstyp             | Tillkomsttid | Historisk indelning     | Plats | Läge                 | ID-nr          | Bild                                      |
| --------------------------------------- | ----------------------- | ------------ | ----------------------- | ----- | -------------------- | -------------- | ----------------------------------------- |
| Väderstad 1:1                           | Stensättning            |              | Väderstad, Östergötland |       | 58.306700, 14.921498 | 10053000010001 | Ladda upp en bild av detta fornminne      |
| Väderstad 2:1                           | Stensättning            |              | Väderstad, Östergötland |       | 58.307784, 14.915527 | 10053000020001 | Ladda upp en bild av detta fornminne      |
| Väderstad 3:1                           | Stensättning            |              | Väderstad, Östergötland |       | 58.308423, 14.916164 | 10053000030001 | Ladda upp en bild av detta fornminne      |
| Väderstad 4:1                           | Stensättning            |              | Väderstad, Östergötland |       | 58.307712, 14.917306 | 10053000040001 | Ladda upp en bild av detta fornminne      |
| Väderstad 5:1                           | Runristning             |              | Väderstad, Östergötland |       | 58.328266, 14.917715 | 10053000050001 | Ladda upp en bild av detta fornminne      |
| Väderstad 6:1                           | Stensättning            |              | Väderstad, Östergötland |       | 58.315103, 14.919452 | 10053000060001 | Ladda upp en bild av detta fornminne      |
| Väderstad 6:2                           | Hällristning            |              | Väderstad, Östergötland |       | 58.315022, 14.919297 | 10053000060002 | Ladda upp en bild av detta fornminne      |
| Väderstad 6:3                           | Hällristning            |              | Väderstad, Östergötland |       | 58.315058, 14.919190 | 10053000060003 | Ladda upp en bild av detta fornminne      |
| Väderstad 6:4                           | Hällristning            |              | Väderstad, Östergötland |       | 58.315025, 14.919540 | 10053000060004 | Ladda upp en bild av detta fornminne      |
| Väderstad 7:1                           | Stensättning            |              | Väderstad, Östergötland |       | 58.309649, 14.932198 | 10053000070001 | Ladda upp en bild av detta fornminne      |
| Väderstad 7:2                           | Stensättning            |              | Väderstad, Östergötland |       | 58.309578, 14.932026 | 10053000070002 | Ladda upp en bild av detta fornminne      |
| Väderstad 7:3                           | Stensättning            |              | Väderstad, Östergötland |       | 58.309556, 14.931773 | 10053000070003 | Ladda upp en bild av detta fornminne      |
| Väderstad 8:1                           | Stensättning            |              | Väderstad, Östergötland |       | 58.308650, 14.932625 | 10053000080001 | Ladda upp en bild av detta fornminne      |
| Väderstad 9:1                           | Gravfält                |              | Väderstad, Östergötland |       | 58.307824, 14.933436 | 10053000090001 | Ladda upp en bild av detta fornminne      |
| Väderstad 10:1                          | Stensättning            |              | Väderstad, Östergötland |       | 58.305878, 14.935914 | 10053000100001 | Ladda upp en bild av detta fornminne      |
| Väderstad 11:1                          | Stensättning            |              | Väderstad, Östergötland |       | 58.306740, 14.937255 | 10053000110001 | Ladda upp en bild av detta fornminne      |
| Väderstad 11:2                          | Stensättning            |              | Väderstad, Östergötland |       | 58.306772, 14.937326 | 10053000110002 | Ladda upp en bild av detta fornminne      |
| Väderstad 14:1                          | Stensättning            |              | Väderstad, Östergötland |       | 58.301253, 14.937868 | 10053000140001 | Ladda upp en bild av detta fornminne      |
| Väderstad 15:1                          | Stensättning            |              | Väderstad, Östergötland |       | 58.300691, 14.938183 | 10053000150001 | Ladda upp en bild av detta fornminne      |
| Väderstads gamla kyrka (Väderstad 18:1) | Begravningsplats        |              | Väderstad, Östergötland |       | 58.308896, 14.937800 | 10053000180001 | Ladda upp en bild av detta fornminne      |
| Väderstads gamla kyrka (Väderstad 18:2) | Kyrka/kapell            |              | Väderstad, Östergötland |       | 58.308940, 14.937476 | 10053000180002 | Ladda upp en bild av detta fornminne      |
| Väderstads gamla kyrka (Väderstad 18:3) | Kyrka/kapell            |              | Väderstad, Östergötland |       | 58.308781, 14.937689 | 10053000180003 | Ladda upp en bild av detta fornminne      |
| Ög 92 (Väderstad 18:4)                  | Runristning             |              | Väderstad, Östergötland |       | 58.308776, 14.937542 | 10053000180004 | Ladda upp en bild av detta fornminne      |
| Väderstad 19:1                          | Gravfält                |              | Väderstad, Östergötland |       | 58.305012, 14.937791 | 10053000190001 | Ladda upp en bild av detta fornminne      |
| Väderstad 22:1                          | Stensättning            |              | Väderstad, Östergötland |       | 58.307912, 14.951576 | 10053000220001 | Ladda upp en bild av detta fornminne      |
| Väderstad 27:1                          | Stensättning            |              | Väderstad, Östergötland |       | 58.272667, 14.859205 | 10053000270001 | Ladda upp en bild av detta fornminne      |
| Väderstad 29:1                          | Stensättning            |              | Väderstad, Östergötland |       | 58.275998, 14.878580 | 10053000290001 | Ladda upp en bild av detta fornminne      |
| Väderstad 30:1                          | Stensättning            |              | Väderstad, Östergötland |       | 58.278730, 14.881815 | 10053000300001 | Ladda upp en bild av detta fornminne      |
| Väderstad 31:1                          | Stensättning            |              | Väderstad, Östergötland |       | 58.283379, 14.885403 | 10053000310001 | Ladda upp en bild av detta fornminne      |
| Väderstad 33:1                          | Stensättning            |              | Väderstad, Östergötland |       | 58.304788, 14.934208 | 10053000330001 | Ladda upp en bild av detta fornminne      |
| Väderstad 34:1                          | Stensättning            |              | Väderstad, Östergötland |       | 58.304568, 14.929638 | 10053000340001 | Ladda upp en bild av detta fornminne      |
| Väderstad 34:2                          | Stensättning            |              | Väderstad, Östergötland |       | 58.304825, 14.929109 | 10053000340002 | Ladda upp en bild av detta fornminne      |
| Väderstad 35:1                          | Hällristning            |              | Väderstad, Östergötland |       | 58.316690, 14.961888 | 10053000350001 | Ladda upp en bild av detta fornminne      |
| Väderstad 35:2                          | Hällristning            |              | Väderstad, Östergötland |       | 58.316625, 14.961875 | 10053000350002 | Ladda upp en bild av detta fornminne      |
| Väderstad 35:4                          | Hällristning            |              | Väderstad, Östergötland |       | 58.316687, 14.961765 | 10053000350004 | Ladda upp en bild av detta fornminne      |
| Väderstad 35:5                          | Hällristning            |              | Väderstad, Östergötland |       | 58.316629, 14.961796 | 10053000350005 | Ladda upp en bild av detta fornminne      |
| Väderstad 35:6                          | Hällristning            |              | Väderstad, Östergötland |       | 58.316616, 14.962054 | 10053000350006 | Ladda upp en bild av detta fornminne      |
| Väderstad 36:1                          | Stensättning            |              | Väderstad, Östergötland |       | 58.313695, 14.962769 | 10053000360001 | Ladda upp en bild av detta fornminne      |
| Väderstad 36:2                          | Stensättning            |              | Väderstad, Östergötland |       | 58.313695, 14.962994 | 10053000360002 | Ladda upp en bild av detta fornminne      |
| Väderstad 36:3                          | Stensättning            |              | Väderstad, Östergötland |       | 58.313537, 14.963049 | 10053000360003 | Ladda upp en bild av detta fornminne      |
| Väderstad 36:4                          | Stensättning            |              | Väderstad, Östergötland |       | 58.313608, 14.963191 | 10053000360004 | Ladda upp en bild av detta fornminne      |
| Väderstad 37:1                          | Stensättning            |              | Väderstad, Östergötland |       | 58.313251, 14.963514 | 10053000370001 | Ladda upp en bild av detta fornminne      |
| Väderstad 37:2                          | Stensättning            |              | Väderstad, Östergötland |       | 58.313275, 14.963909 | 10053000370002 | Ladda upp en bild av detta fornminne      |
| Väderstad 38:1                          | Stensättning            |              | Väderstad, Östergötland |       | 58.312597, 14.964323 | 10053000380001 | Ladda upp en bild av detta fornminne      |
| Väderstad 38:2                          | Stensättning            |              | Väderstad, Östergötland |       | 58.312501, 14.964315 | 10053000380002 | Ladda upp en bild av detta fornminne      |
| Väderstad 38:3                          | Hällristning            |              | Väderstad, Östergötland |       | 58.312150, 14.964187 | 10053000380003 | Ladda upp en bild av detta fornminne      |
| Väderstad 39:1                          | Hög                     |              | Väderstad, Östergötland |       | 58.311700, 14.964089 | 10053000390001 | Ladda upp en bild av detta fornminne      |
| Väderstad 39:2                          | Stensättning            |              | Väderstad, Östergötland |       | 58.311757, 14.964285 | 10053000390002 | Ladda upp en bild av detta fornminne      |
| Väderstad 39:3                          | Stensättning            |              | Väderstad, Östergötland |       | 58.311641, 14.963773 | 10053000390003 | Ladda upp en bild av detta fornminne      |
| Väderstad 39:4                          | Hällristning            |              | Väderstad, Östergötland |       | 58.311533, 14.964366 | 10053000390004 | Ladda upp en bild av detta fornminne      |
| Väderstad 40:1                          | Stensättning            |              | Väderstad, Östergötland |       | 58.303456, 14.956921 | 10053000400001 | Ladda upp en bild av detta fornminne      |
| Väderstad 41:1                          | Stensättning            |              | Väderstad, Östergötland |       | 58.294119, 14.957890 | 10053000410001 | Ladda upp en bild av detta fornminne      |
| Väderstad 43:1                          | Stensättning            |              | Väderstad, Östergötland |       | 58.312543, 14.971559 | 10053000430001 | Ladda upp en bild av detta fornminne      |
| Väderstad 44:1                          | Stensättning            |              | Väderstad, Östergötland |       | 58.309955, 14.975133 | 10053000440001 | Ladda upp en bild av detta fornminne      |
| Väderstad 46:1                          | Stensättning            |              | Väderstad, Östergötland |       | 58.305363, 14.971282 | 10053000460001 | Ladda upp en bild av detta fornminne      |
| Väderstad 47:1                          | Stensättning            |              | Väderstad, Östergötland |       | 58.305253, 14.965274 | 10053000470001 | Ladda upp en bild av detta fornminne      |
| Väderstad 50:1                          | Stensättning            |              | Väderstad, Östergötland |       | 58.303702, 14.965892 | 10053000500001 | Ladda upp en bild av detta fornminne      |
| Väderstad 50:2                          | Stensättning            |              | Väderstad, Östergötland |       | 58.303533, 14.965926 | 10053000500002 | Ladda upp en bild av detta fornminne      |
| Väderstad 50:3                          | Stensättning            |              | Väderstad, Östergötland |       | 58.303625, 14.966065 | 10053000500003 | Ladda upp en bild av detta fornminne      |
| Väderstad 50:4                          | Stensättning            |              | Väderstad, Östergötland |       | 58.303623, 14.966253 | 10053000500004 | Ladda upp en bild av detta fornminne      |
| Väderstad 53:1                          | Gravfält                |              | Väderstad, Östergötland |       | 58.292220, 14.971862 | 10053000530001 | Ladda upp en bild av detta fornminne      |
| Väderstad 55:1                          | Gravfält                |              | Väderstad, Östergötland |       | 58.299238, 14.927434 | 10053000550001 | Ladda upp en bild av detta fornminne      |
| Väderstad 57:1                          | Stensättning            |              | Väderstad, Östergötland |       | 58.318724, 14.979780 | 10053000570001 | Ladda upp en bild av detta fornminne      |
| Väderstad 60:1                          | Gravfält                |              | Väderstad, Östergötland |       | 58.298637, 14.914742 | 10053000600001 | Ladda upp en bild av detta fornminne      |
| Väderstad 61:1                          | Stensättning            |              | Väderstad, Östergötland |       | 58.298974, 14.910703 | 10053000610001 | Ladda upp en bild av detta fornminne      |
| Väderstad 63:1                          | Stensättning            |              | Väderstad, Östergötland |       | 58.308674, 14.893034 | 10053000630001 | Ladda upp en bild av detta fornminne      |
| Väderstad 63:2                          | Stensättning            |              | Väderstad, Östergötland |       | 58.308540, 14.892920 | 10053000630002 | Ladda upp en bild av detta fornminne      |
| Väderstad 64:1                          | Stensättning            |              | Väderstad, Östergötland |       | 58.306947, 14.891264 | 10053000640001 | Ladda upp en bild av detta fornminne      |
| Väderstad 65:1                          | Stensättning            |              | Väderstad, Östergötland |       | 58.306292, 14.890643 | 10053000650001 | Ladda upp en bild av detta fornminne      |
| Väderstad 65:2                          | Stensättning            |              | Väderstad, Östergötland |       | 58.306290, 14.890885 | 10053000650002 | Ladda upp en bild av detta fornminne      |
| Väderstad 65:3                          | Stensättning            |              | Väderstad, Östergötland |       | 58.306209, 14.890720 | 10053000650003 | Ladda upp en bild av detta fornminne      |
| Väderstad 66:1                          | Stensättning            |              | Väderstad, Östergötland |       | 58.306836, 14.880327 | 10053000660001 | Ladda upp en bild av detta fornminne      |
| Väderstad 67:1                          | Stensättning            |              | Väderstad, Östergötland |       | 58.288444, 14.875092 | 10053000670001 | Ladda upp en bild av detta fornminne      |
| Väderstad 67:2                          | Stensättning            |              | Väderstad, Östergötland |       | 58.288361, 14.874943 | 10053000670002 | Ladda upp en bild av detta fornminne      |
| Väderstad 68:1                          | Stensättning            |              | Väderstad, Östergötland |       | 58.299177, 14.900854 | 10053000680001 | Ladda upp en bild av detta fornminne      |
| Väderstad 70:1                          | Runristning             |              | Väderstad, Östergötland |       | 58.304963, 14.863938 | 10053000700001 | Ladda upp en bild av detta fornminne      |
| Väderstad 71:1                          | Gravfält                |              | Väderstad, Östergötland |       | 58.304523, 14.859973 | 10053000710001 | Ladda upp en bild av detta fornminne      |
| Väderstad 73:1                          | Stensättning            |              | Väderstad, Östergötland |       | 58.324778, 14.975944 | 10053000730001 | Ladda upp en bild av detta fornminne      |
| Väderstad 75:1                          | Stensättning            |              | Väderstad, Östergötland |       | 58.326971, 14.978407 | 10053000750001 | Ladda upp en bild av detta fornminne      |
| Harstads gamla kyrka (Väderstad 78:1)   | Begravningsplats        |              | Väderstad, Östergötland |       | 58.310313, 14.911147 | 10053000780001 | Ladda upp en till bild av detta fornminne |
| Harstads gamla kyrka (Väderstad 78:2)   | Kyrka/kapell            |              | Väderstad, Östergötland |       | 58.310322, 14.911055 | 10053000780002 | Ladda upp en bild av detta fornminne      |
| Harstads gamla kyrka (Väderstad 78:3)   | Runristning             |              | Väderstad, Östergötland |       | 58.310243, 14.911325 | 10053000780003 | Ladda upp en till bild av detta fornminne |
| Ög Fv1975;174 (Väderstad 78:4)          | Runristning             |              | Väderstad, Östergötland |       | 58.310203, 14.910840 | 10053000780004 | Ladda upp en bild av detta fornminne      |
| Väderstad 83:1                          | Stensättning            |              | Väderstad, Östergötland |       | 58.297731, 14.926031 | 10053000830001 | Ladda upp en bild av detta fornminne      |
| Väderstad 83:2                          | Stensättning            |              | Väderstad, Östergötland |       | 58.297376, 14.926289 | 10053000830002 | Ladda upp en bild av detta fornminne      |
| Väderstad 83:3                          | Stensättning            |              | Väderstad, Östergötland |       | 58.297158, 14.926376 | 10053000830003 | Ladda upp en bild av detta fornminne      |
| Väderstad 83:4                          | Hällristning            |              | Väderstad, Östergötland |       | 58.297190, 14.926385 | 10053000830004 | Ladda upp en bild av detta fornminne      |
| Väderstad 83:5                          | Hällristning            |              | Väderstad, Östergötland |       | 58.297190, 14.926327 | 10053000830005 | Ladda upp en bild av detta fornminne      |
| Väderstad 83:6                          | Stensättning            |              | Väderstad, Östergötland |       | 58.297387, 14.926108 | 10053000830006 | Ladda upp en bild av detta fornminne      |
| Väderstad 83:11                         | Stensättning            |              | Väderstad, Östergötland |       | 58.298623, 14.926506 | 10053000830011 | Ladda upp en bild av detta fornminne      |
| Väderstad 83:13                         | Stensättning            |              | Väderstad, Östergötland |       | 58.298159, 14.925311 | 10053000830013 | Ladda upp en bild av detta fornminne      |
| Väderstad 99:2                          | Hällristning            |              | Väderstad, Östergötland |       | 58.312717, 14.910827 | 10053000990002 | Ladda upp en bild av detta fornminne      |
| Väderstad 101:1                         | Stensättning            |              | Väderstad, Östergötland |       | 58.304802, 14.972114 | 10053001010001 | Ladda upp en bild av detta fornminne      |
| Väderstad 103:1                         | Stensättning            |              | Väderstad, Östergötland |       | 58.305330, 14.930762 | 10053001030001 | Ladda upp en bild av detta fornminne      |
| Väderstad 104:1                         | Stensättning            |              | Väderstad, Östergötland |       | 58.306473, 14.952327 | 10053001040001 | Ladda upp en bild av detta fornminne      |
| Väderstad 105:1                         | Stensättning            |              | Väderstad, Östergötland |       | 58.307075, 14.953636 | 10053001050001 | Ladda upp en bild av detta fornminne      |
| Väderstad 113:1                         | Stensättning            |              | Väderstad, Östergötland |       | 58.306893, 14.935924 | 10053001130001 | Ladda upp en bild av detta fornminne      |
| Väderstad 117:1                         | Hällristning            |              | Väderstad, Östergötland |       | 58.305893, 14.926362 | 10053001170001 | Ladda upp en bild av detta fornminne      |
| Väderstad 118:1                         | Stensättning            |              | Väderstad, Östergötland |       | 58.306160, 14.894784 | 10053001180001 | Ladda upp en bild av detta fornminne      |
| Väderstad 123:1                         | Stensättning            |              | Väderstad, Östergötland |       | 58.303212, 14.877287 | 10053001230001 | Ladda upp en bild av detta fornminne      |
| Väderstad 123:2                         | Stensättning            |              | Väderstad, Östergötland |       | 58.303508, 14.876894 | 10053001230002 | Ladda upp en bild av detta fornminne      |
| Väderstad 123:3                         | Stensättning            |              | Väderstad, Östergötland |       | 58.303496, 14.876929 | 10053001230003 | Ladda upp en bild av detta fornminne      |
| Väderstad 123:4                         | Stensättning            |              | Väderstad, Östergötland |       | 58.303596, 14.876651 | 10053001230004 | Ladda upp en bild av detta fornminne      |
| Väderstad 123:5                         | Stensättning            |              | Väderstad, Östergötland |       | 58.303526, 14.876372 | 10053001230005 | Ladda upp en bild av detta fornminne      |
| Väderstad 123:6                         | Stensättning            |              | Väderstad, Östergötland |       | 58.303101, 14.877011 | 10053001230006 | Ladda upp en bild av detta fornminne      |
| Väderstad 124:1                         | Stensättning            |              | Väderstad, Östergötland |       | 58.304456, 14.877750 | 10053001240001 | Ladda upp en bild av detta fornminne      |
| Väderstad 127:1                         | Hällristning            |              | Väderstad, Östergötland |       | 58.305815, 14.896622 | 10053001270001 | Ladda upp en bild av detta fornminne      |
| Väderstad 129:1                         | Stensättning            |              | Väderstad, Östergötland |       | 58.305162, 14.894869 | 10053001290001 | Ladda upp en bild av detta fornminne      |
| Väderstad 130:1                         | Stensättning            |              | Väderstad, Östergötland |       | 58.303132, 14.895196 | 10053001300001 | Ladda upp en bild av detta fornminne      |
| Väderstad 130:2                         | Stensättning            |              | Väderstad, Östergötland |       | 58.302892, 14.895095 | 10053001300002 | Ladda upp en bild av detta fornminne      |
| Väderstad 131:1                         | Hällristning            |              | Väderstad, Östergötland |       | 58.309860, 14.900285 | 10053001310001 | Ladda upp en bild av detta fornminne      |
| Väderstad 132:1                         | Stensättning            |              | Väderstad, Östergötland |       | 58.304142, 14.898946 | 10053001320001 | Ladda upp en bild av detta fornminne      |
| Väderstad 133:1                         | Stensättning            |              | Väderstad, Östergötland |       | 58.302860, 14.899931 | 10053001330001 | Ladda upp en bild av detta fornminne      |
| Väderstad 133:2                         | Stensättning            |              | Väderstad, Östergötland |       | 58.302702, 14.899928 | 10053001330002 | Ladda upp en bild av detta fornminne      |
| Väderstad 133:3                         | Stensättning            |              | Väderstad, Östergötland |       | 58.302249, 14.899619 | 10053001330003 | Ladda upp en bild av detta fornminne      |
| Väderstad 136:1                         | Stensättning            |              | Väderstad, Östergötland |       | 58.302117, 14.912992 | 10053001360001 | Ladda upp en bild av detta fornminne      |
| Väderstad 136:2                         | Stensättning            |              | Väderstad, Östergötland |       | 58.302217, 14.912848 | 10053001360002 | Ladda upp en bild av detta fornminne      |
| Väderstad 137:1                         | Hällristning            |              | Väderstad, Östergötland |       | 58.301899, 14.911867 | 10053001370001 | Ladda upp en bild av detta fornminne      |
| Väderstad 139:1                         | Gravfält                |              | Väderstad, Östergötland |       | 58.297668, 14.917631 | 10053001390001 | Ladda upp en bild av detta fornminne      |
| Väderstad 140:1                         | Stensättning            |              | Väderstad, Östergötland |       | 58.303254, 14.916816 | 10053001400001 | Ladda upp en bild av detta fornminne      |
| Väderstad 141:1                         | Stensättning            |              | Väderstad, Östergötland |       | 58.303945, 14.917152 | 10053001410001 | Ladda upp en bild av detta fornminne      |
| Väderstad 141:2                         | Stensättning            |              | Väderstad, Östergötland |       | 58.304040, 14.917238 | 10053001410002 | Ladda upp en bild av detta fornminne      |
| Väderstad 141:3                         | Stensättning            |              | Väderstad, Östergötland |       | 58.303791, 14.917893 | 10053001410003 | Ladda upp en bild av detta fornminne      |
| Väderstad 142:1                         | Stensättning            |              | Väderstad, Östergötland |       | 58.302069, 14.914029 | 10053001420001 | Ladda upp en bild av detta fornminne      |
| Väderstad 146:1                         | Stensättning            |              | Väderstad, Östergötland |       | 58.303796, 14.925690 | 10053001460001 | Ladda upp en bild av detta fornminne      |
| Väderstad 150:1                         | Hällristning            |              | Väderstad, Östergötland |       | 58.322855, 14.975235 | 10053001500001 | Ladda upp en bild av detta fornminne      |
| Väderstad 150:2                         | Hällristning            |              | Väderstad, Östergötland |       | 58.322965, 14.975303 | 10053001500002 | Ladda upp en bild av detta fornminne      |
| Väderstad 151:1                         | Hällristning            |              | Väderstad, Östergötland |       | 58.321765, 14.904731 | 10053001510001 | Ladda upp en bild av detta fornminne      |
| Väderstad 152:1                         | Hällristning            |              | Väderstad, Östergötland |       | 58.318168, 14.889952 | 10053001520001 | Ladda upp en bild av detta fornminne      |
| Väderstad 154:1                         | Hällristning            |              | Väderstad, Östergötland |       | 58.321662, 14.891640 | 10053001540001 | Ladda upp en bild av detta fornminne      |
| Väderstad 154:2                         | Hällristning            |              | Väderstad, Östergötland |       | 58.321919, 14.891731 | 10053001540002 | Ladda upp en bild av detta fornminne      |
| Väderstad 154:3                         | Hällristning            |              | Väderstad, Östergötland |       | 58.321934, 14.891606 | 10053001540003 | Ladda upp en bild av detta fornminne      |
| Väderstad 156:1                         | Stensättning            |              | Väderstad, Östergötland |       | 58.310430, 14.953425 | 10053001560001 | Ladda upp en bild av detta fornminne      |
| Väderstad 157:1                         | Hällristning            |              | Väderstad, Östergötland |       | 58.311369, 14.956639 | 10053001570001 | Ladda upp en bild av detta fornminne      |
| Väderstad 159:1                         | Hällristning            |              | Väderstad, Östergötland |       | 58.313830, 14.896926 | 10053001590001 | Ladda upp en bild av detta fornminne      |
| Väderstad 159:2                         | Hällristning            |              | Väderstad, Östergötland |       | 58.313906, 14.896903 | 10053001590002 | Ladda upp en bild av detta fornminne      |
| Väderstad 159:3                         | Hällristning            |              | Väderstad, Östergötland |       | 58.314032, 14.896854 | 10053001590003 | Ladda upp en bild av detta fornminne      |
| Väderstad 161:1                         | Hällristning            |              | Väderstad, Östergötland |       | 58.312393, 14.895057 | 10053001610001 | Ladda upp en bild av detta fornminne      |
| Väderstad 162:1                         | Hällristning            |              | Väderstad, Östergötland |       | 58.311945, 14.868935 | 10053001620001 | Ladda upp en bild av detta fornminne      |
| Väderstad 162:2                         | Hällristning            |              | Väderstad, Östergötland |       | 58.312030, 14.869653 | 10053001620002 | Ladda upp en bild av detta fornminne      |
| Väderstad 163:1                         | Hällristning            |              | Väderstad, Östergötland |       | 58.326490, 14.906141 | 10053001630001 | Ladda upp en bild av detta fornminne      |
| Väderstad 164:1                         | Hällristning            |              | Väderstad, Östergötland |       | 58.324744, 14.908004 | 10053001640001 | Ladda upp en bild av detta fornminne      |
| Väderstad 165:1                         | Hällristning            |              | Väderstad, Östergötland |       | 58.325241, 14.897935 | 10053001650001 | Ladda upp en bild av detta fornminne      |
| Väderstad 165:2                         | Hällristning            |              | Väderstad, Östergötland |       | 58.325253, 14.898082 | 10053001650002 | Ladda upp en bild av detta fornminne      |
| Väderstad 165:3                         | Hällristning            |              | Väderstad, Östergötland |       | 58.325309, 14.898056 | 10053001650003 | Ladda upp en bild av detta fornminne      |
| Väderstad 165:4                         | Hällristning            |              | Väderstad, Östergötland |       | 58.325191, 14.898118 | 10053001650004 | Ladda upp en bild av detta fornminne      |
| Väderstad 166:1                         | Hällristning            |              | Väderstad, Östergötland |       | 58.320218, 14.899453 | 10053001660001 | Ladda upp en bild av detta fornminne      |
| Väderstad 166:2                         | Hällristning            |              | Väderstad, Östergötland |       | 58.320229, 14.899569 | 10053001660002 | Ladda upp en bild av detta fornminne      |
| Väderstad 166:3                         | Hällristning            |              | Väderstad, Östergötland |       | 58.320248, 14.899689 | 10053001660003 | Ladda upp en bild av detta fornminne      |
| Väderstad 168:1                         | Hällristning            |              | Väderstad, Östergötland |       | 58.314973, 14.935716 | 10053001680001 | Ladda upp en bild av detta fornminne      |
| Väderstad 169:1                         | Hällristning            |              | Väderstad, Östergötland |       | 58.315343, 14.909485 | 10053001690001 | Ladda upp en bild av detta fornminne      |
| Väderstad 170:1                         | Hällristning            |              | Väderstad, Östergötland |       | 58.313857, 14.910274 | 10053001700001 | Ladda upp en bild av detta fornminne      |
| Väderstad 170:2                         | Hällristning            |              | Väderstad, Östergötland |       | 58.313814, 14.910247 | 10053001700002 | Ladda upp en bild av detta fornminne      |
| Väderstad 171:1                         | Hällristning            |              | Väderstad, Östergötland |       | 58.310045, 14.854960 | 10053001710001 | Ladda upp en bild av detta fornminne      |
| Väderstad 178:1                         | Stensättning            |              | Väderstad, Östergötland |       | 58.304998, 14.942281 | 10053001780001 | Ladda upp en bild av detta fornminne      |
| Väderstad 179:1                         | Hällristning            |              | Väderstad, Östergötland |       | 58.310112, 14.973629 | 10053001790001 | Ladda upp en bild av detta fornminne      |
| Väderstad 181:1                         | Hällristning            |              | Väderstad, Östergötland |       | 58.306458, 14.869729 | 10053001810001 | Ladda upp en bild av detta fornminne      |
| Väderstad 187:1                         | Hög                     |              | Väderstad, Östergötland |       | 58.310204, 14.934689 | 10053001870001 | Ladda upp en bild av detta fornminne      |
| Väderstad 188:1                         | Hällristning            |              | Väderstad, Östergötland |       | 58.309026, 14.932567 | 10053001880001 | Ladda upp en bild av detta fornminne      |
| Väderstad 189:1                         | Stensättning            |              | Väderstad, Östergötland |       | 58.308984, 14.931494 | 10053001890001 | Ladda upp en bild av detta fornminne      |
| Väderstad 189:2                         | Stensättning            |              | Väderstad, Östergötland |       | 58.308913, 14.931374 | 10053001890002 | Ladda upp en bild av detta fornminne      |
| Väderstad 192:1                         | Stensättning            |              | Väderstad, Östergötland |       | 58.304383, 14.920303 | 10053001920001 | Ladda upp en bild av detta fornminne      |
| Väderstad 193:1                         | Gravfält                |              | Väderstad, Östergötland |       | 58.298117, 14.912954 | 10053001930001 | Ladda upp en bild av detta fornminne      |
| Väderstad 194:1                         | Stensättning            |              | Väderstad, Östergötland |       | 58.297180, 14.918148 | 10053001940001 | Ladda upp en bild av detta fornminne      |
| Väderstad 194:2                         | Stensättning            |              | Väderstad, Östergötland |       | 58.296987, 14.918182 | 10053001940002 | Ladda upp en bild av detta fornminne      |
| Väderstad 195:1                         | Grav- och boplatsområde |              | Väderstad, Östergötland |       | 58.303346, 14.945039 | 10053001950001 | Ladda upp en bild av detta fornminne      |
| Väderstad 196:1                         | Stensättning            |              | Väderstad, Östergötland |       | 58.305360, 14.943703 | 10053001960001 | Ladda upp en bild av detta fornminne      |
| Väderstad 196:2                         | Stensättning            |              | Väderstad, Östergötland |       | 58.305189, 14.943686 | 10053001960002 | Ladda upp en bild av detta fornminne      |
| Väderstad 197:1                         | Gravfält                |              | Väderstad, Östergötland |       | 58.298296, 14.919009 | 10053001970001 | Ladda upp en bild av detta fornminne      |
| Väderstad 198:1                         | Stensättning            |              | Väderstad, Östergötland |       | 58.297798, 14.915681 | 10053001980001 | Ladda upp en bild av detta fornminne      |
| Väderstad 199:1                         | Stensättning            |              | Väderstad, Östergötland |       | 58.296523, 14.919666 | 10053001990001 | Ladda upp en bild av detta fornminne      |
| Väderstad 200:1                         | Stensättning            |              | Väderstad, Östergötland |       | 58.296507, 14.918473 | 10053002000001 | Ladda upp en bild av detta fornminne      |
| Väderstad 200:2                         | Stensättning            |              | Väderstad, Östergötland |       | 58.296628, 14.918418 | 10053002000002 | Ladda upp en bild av detta fornminne      |
| Väderstad 200:3                         | Stensättning            |              | Väderstad, Östergötland |       | 58.296867, 14.918876 | 10053002000003 | Ladda upp en bild av detta fornminne      |
| Väderstad 200:4                         | Stensättning            |              | Väderstad, Östergötland |       | 58.297024, 14.918592 | 10053002000004 | Ladda upp en bild av detta fornminne      |
| Väderstad 208:1                         | Stensättning            |              | Väderstad, Östergötland |       | 58.279912, 14.874582 | 10053002080001 | Ladda upp en bild av detta fornminne      |
| Väderstad 210:1                         | Stensättning            |              | Väderstad, Östergötland |       | 58.282878, 14.879757 | 10053002100001 | Ladda upp en bild av detta fornminne      |
| Väderstad 218:1                         | Stensättning            |              | Väderstad, Östergötland |       | 58.299115, 14.909342 | 10053002180001 | Ladda upp en bild av detta fornminne      |
| Väderstad 222:1                         | Stensättning            |              | Väderstad, Östergötland |       | 58.299162, 14.911616 | 10053002220001 | Ladda upp en bild av detta fornminne      |
| Väderstad 224:1                         | Stensättning            |              | Väderstad, Östergötland |       | 58.299353, 14.913676 | 10053002240001 | Ladda upp en bild av detta fornminne      |
| Väderstad 225:1                         | Stenkrets               |              | Väderstad, Östergötland |       | 58.299241, 14.922125 | 10053002250001 | Ladda upp en bild av detta fornminne      |
| Väderstad 225:2                         | Stenkrets               |              | Väderstad, Östergötland |       | 58.299307, 14.921927 | 10053002250002 | Ladda upp en bild av detta fornminne      |
| Väderstad 225:3                         | Stenkrets               |              | Väderstad, Östergötland |       | 58.299286, 14.921699 | 10053002250003 | Ladda upp en bild av detta fornminne      |
| Väderstad 226:1                         | Stensättning            |              | Väderstad, Östergötland |       | 58.297421, 14.919448 | 10053002260001 | Ladda upp en bild av detta fornminne      |
| Väderstad 231:1                         | Gravfält                |              | Väderstad, Östergötland |       | 58.301281, 14.954664 | 10053002310001 | Ladda upp en bild av detta fornminne      |
| Väderstad 233:1                         | Stensättning            |              | Väderstad, Östergötland |       | 58.303086, 14.966939 | 10053002330001 | Ladda upp en bild av detta fornminne      |
| Väderstad 233:2                         | Stensättning            |              | Väderstad, Östergötland |       | 58.302990, 14.966978 | 10053002330002 | Ladda upp en bild av detta fornminne      |
| Väderstad 244:1                         | Gravfält                |              | Väderstad, Östergötland |       | 58.296458, 14.932589 | 10053002440001 | Ladda upp en bild av detta fornminne      |
| Väderstad 246:1                         | Hällristning            |              | Väderstad, Östergötland |       | 58.293201, 14.916186 | 10053002460001 | Ladda upp en bild av detta fornminne      |
| Väderstad 251:1                         | Stensättning            |              | Väderstad, Östergötland |       | 58.297518, 14.920951 | 10053002510001 | Ladda upp en bild av detta fornminne      |
| Väderstad 253:1                         | Gravfält                |              | Väderstad, Östergötland |       | 58.298321, 14.932512 | 10053002530001 | Ladda upp en bild av detta fornminne      |
| Väderstad 254:1                         | Hällristning            |              | Väderstad, Östergötland |       | 58.297508, 14.935160 | 10053002540001 | Ladda upp en bild av detta fornminne      |
| Väderstad 255:1                         | Stensättning            |              | Väderstad, Östergötland |       | 58.298691, 14.939738 | 10053002550001 | Ladda upp en bild av detta fornminne      |
| Väderstad 255:2                         | Stensättning            |              | Väderstad, Östergötland |       | 58.298613, 14.939535 | 10053002550002 | Ladda upp en bild av detta fornminne      |
| Väderstad 255:3                         | Stensättning            |              | Väderstad, Östergötland |       | 58.298059, 14.939207 | 10053002550003 | Ladda upp en bild av detta fornminne      |
| Väderstad 255:4                         | Stensättning            |              | Väderstad, Östergötland |       | 58.298045, 14.938969 | 10053002550004 | Ladda upp en bild av detta fornminne      |
| Väderstad 256:1                         | Stensättning            |              | Väderstad, Östergötland |       | 58.299180, 14.941849 | 10053002560001 | Ladda upp en bild av detta fornminne      |
| Väderstad 257:1                         | Stensättning            |              | Väderstad, Östergötland |       | 58.297213, 14.942151 | 10053002570001 | Ladda upp en bild av detta fornminne      |
| Väderstad 257:2                         | Stensättning            |              | Väderstad, Östergötland |       | 58.297213, 14.942339 | 10053002570002 | Ladda upp en bild av detta fornminne      |
| Väderstad 257:3                         | Stensättning            |              | Väderstad, Östergötland |       | 58.297133, 14.942334 | 10053002570003 | Ladda upp en bild av detta fornminne      |
| Väderstad 257:4                         | Stensättning            |              | Väderstad, Östergötland |       | 58.297675, 14.942267 | 10053002570004 | Ladda upp en bild av detta fornminne      |
| Väderstad 257:5                         | Stensättning            |              | Väderstad, Östergötland |       | 58.297982, 14.942211 | 10053002570005 | Ladda upp en bild av detta fornminne      |
| Väderstad 257:6                         | Stensättning            |              | Väderstad, Östergötland |       | 58.298059, 14.942160 | 10053002570006 | Ladda upp en bild av detta fornminne      |
| Väderstad 258:1                         | Stensättning            |              | Väderstad, Östergötland |       | 58.294648, 14.943115 | 10053002580001 | Ladda upp en bild av detta fornminne      |
| Väderstad 258:2                         | Stensättning            |              | Väderstad, Östergötland |       | 58.294595, 14.942560 | 10053002580002 | Ladda upp en bild av detta fornminne      |
| Väderstad 265:1                         | Stensättning            |              | Väderstad, Östergötland |       | 58.298990, 14.956234 | 10053002650001 | Ladda upp en bild av detta fornminne      |
| Väderstad 265:2                         | Stensättning            |              | Väderstad, Östergötland |       | 58.298948, 14.956129 | 10053002650002 | Ladda upp en bild av detta fornminne      |
| Väderstad 267:1                         | Stensättning            |              | Väderstad, Östergötland |       | 58.298809, 14.930605 | 10053002670001 | Ladda upp en bild av detta fornminne      |
| Väderstad 268:1                         | Hällristning            |              | Väderstad, Östergötland |       | 58.298741, 14.926973 | 10053002680001 | Ladda upp en bild av detta fornminne      |
| Väderstad 270:1                         | Stensättning            |              | Väderstad, Östergötland |       | 58.297466, 14.930837 | 10053002700001 | Ladda upp en bild av detta fornminne      |
| Väderstad 270:2                         | Stensättning            |              | Väderstad, Östergötland |       | 58.297423, 14.930782 | 10053002700002 | Ladda upp en bild av detta fornminne      |
| Väderstad 271:1                         | Stensättning            |              | Väderstad, Östergötland |       | 58.298792, 14.928255 | 10053002710001 | Ladda upp en bild av detta fornminne      |
| Väderstad 276:1                         | Stensättning            |              | Väderstad, Östergötland |       | 58.288262, 14.877681 | 10053002760001 | Ladda upp en bild av detta fornminne      |
| Väderstad 282:1                         | Hällristning            |              | Väderstad, Östergötland |       | 58.298357, 14.920026 | 10053002820001 | Ladda upp en bild av detta fornminne      |
| Väderstad 287:1                         | Stensättning            |              | Väderstad, Östergötland |       | 58.303796, 14.877461 | 10053002870001 | Ladda upp en bild av detta fornminne      |
| Väderstad 288:1                         | Stensättning            |              | Väderstad, Östergötland |       | 58.303823, 14.911998 | 10053002880001 | Ladda upp en bild av detta fornminne      |
| Väderstad 290                           | Stensättning            |              | Väderstad, Östergötland |       | 58.309674, 14.932162 | 12000000007032 | Ladda upp en bild av detta fornminne      |
| Väderstad 316                           | Stensättning            |              | Väderstad, Östergötland |       | 58.305491, 14.954596 | 12000000007268 | Ladda upp en bild av detta fornminne      |
| Väderstad 317                           | Hällristning            |              | Väderstad, Östergötland |       | 58.310922, 14.962814 | 12000000007290 | Ladda upp en bild av detta fornminne      |
| Väderstad 320                           | Hällristning            |              | Väderstad, Östergötland |       | 58.314330, 14.955788 | 12000000007305 | Ladda upp en bild av detta fornminne      |
| Väderstad 321                           | Hällristning            |              | Väderstad, Östergötland |       | 58.314803, 14.953743 | 12000000007307 | Ladda upp en bild av detta fornminne      |
| Väderstad 322                           | Hällristning            |              | Väderstad, Östergötland |       | 58.314238, 14.953541 | 12000000007309 | Ladda upp en bild av detta fornminne      |
| Väderstad 325                           | Hällristning            |              | Väderstad, Östergötland |       | 58.309133, 14.953245 | 12000000007313 | Ladda upp en bild av detta fornminne      |
| Väderstad 326                           | Hällristning            |              | Väderstad, Östergötland |       | 58.309222, 14.956004 | 12000000007315 | Ladda upp en bild av detta fornminne      |
| Väderstad 328                           | Stensättning            |              | Väderstad, Östergötland |       | 58.305243, 14.961042 | 12000000007318 | Ladda upp en bild av detta fornminne      |
| Väderstad 341                           | Hällristning            |              | Väderstad, Östergötland |       | 58.320195, 14.979648 | 12000000007390 | Ladda upp en bild av detta fornminne      |
| Väderstad 347                           | Stensättning            |              | Väderstad, Östergötland |       | 58.304048, 14.931197 | 12000000007504 | Ladda upp en bild av detta fornminne      |
| Väderstad 353                           | Stensättning            |              | Väderstad, Östergötland |       | 58.308738, 14.934088 | 12000000007517 | Ladda upp en bild av detta fornminne      |
| Väderstad 355                           | Stensättning            |              | Väderstad, Östergötland |       | 58.308322, 14.934012 | 12000000007519 | Ladda upp en bild av detta fornminne      |
| Väderstad 356                           | Stensättning            |              | Väderstad, Östergötland |       | 58.308270, 14.933865 | 12000000007520 | Ladda upp en bild av detta fornminne      |
| Väderstad 357                           | Stensättning            |              | Väderstad, Östergötland |       | 58.308254, 14.934043 | 12000000007521 | Ladda upp en bild av detta fornminne      |
| Väderstad 359                           | Hällristning            |              | Väderstad, Östergötland |       | 58.309404, 14.928690 | 12000000007523 | Ladda upp en bild av detta fornminne      |
| Väderstad 360                           | Hög                     |              | Väderstad, Östergötland |       | 58.309423, 14.934418 | 12000000007532 | Ladda upp en bild av detta fornminne      |
| Väderstad 361                           | Stensättning            |              | Väderstad, Östergötland |       | 58.309499, 14.934373 | 12000000007533 | Ladda upp en bild av detta fornminne      |
| Väderstad 362                           | Hög                     |              | Väderstad, Östergötland |       | 58.309331, 14.934225 | 12000000007534 | Ladda upp en bild av detta fornminne      |
| Väderstad 363                           | Hällristning            |              | Väderstad, Östergötland |       | 58.311633, 14.945602 | 12000000007535 | Ladda upp en bild av detta fornminne      |
| Väderstad 364                           | Hällristning            |              | Väderstad, Östergötland |       | 58.311717, 14.945548 | 12000000007537 | Ladda upp en bild av detta fornminne      |
| Väderstad 365                           | Hällristning            |              | Väderstad, Östergötland |       | 58.312551, 14.946241 | 12000000007576 | Ladda upp en bild av detta fornminne      |
| Väderstad 366                           | Hög                     |              | Väderstad, Östergötland |       | 58.308979, 14.941692 | 12000000007578 | Ladda upp en bild av detta fornminne      |
| Väderstad 367                           | Hällristning            |              | Väderstad, Östergötland |       | 58.313203, 14.945683 | 12000000007579 | Ladda upp en bild av detta fornminne      |
| Väderstad 369                           | Hällristning            |              | Väderstad, Östergötland |       | 58.311626, 14.938864 | 12000000007582 | Ladda upp en bild av detta fornminne      |
| Väderstad 370                           | Stensättning            |              | Väderstad, Östergötland |       | 58.310542, 14.951703 | 12000000007584 | Ladda upp en bild av detta fornminne      |
| Väderstad 371                           | Hällristning            |              | Väderstad, Östergötland |       | 58.311817, 14.950709 | 12000000007594 | Ladda upp en bild av detta fornminne      |
| Väderstad 374                           | Stensättning            |              | Väderstad, Östergötland |       | 58.307127, 14.952258 | 12000000007599 | Ladda upp en bild av detta fornminne      |
| Väderstad 382                           | Stensättning            |              | Väderstad, Östergötland |       | 58.313147, 14.963226 | 12000000007669 | Ladda upp en bild av detta fornminne      |
| Väderstad 383                           | Hällristning            |              | Väderstad, Östergötland |       | 58.312503, 14.964128 | 12000000007672 | Ladda upp en bild av detta fornminne      |
| Väderstad 384                           | Hällristning            |              | Väderstad, Östergötland |       | 58.312235, 14.964074 | 12000000007677 | Ladda upp en bild av detta fornminne      |
| Väderstad 385                           | Hällristning            |              | Väderstad, Östergötland |       | 58.312254, 14.964325 | 12000000007679 | Ladda upp en bild av detta fornminne      |
| Väderstad 386                           | Hällristning            |              | Väderstad, Östergötland |       | 58.311485, 14.963432 | 12000000007681 | Ladda upp en bild av detta fornminne      |
| Väderstad 387                           | Hällristning            |              | Väderstad, Östergötland |       | 58.311477, 14.963252 | 12000000007683 | Ladda upp en bild av detta fornminne      |
| Väderstad 388                           | Stensättning            |              | Väderstad, Östergötland |       | 58.318779, 14.979234 | 12000000007688 | Ladda upp en bild av detta fornminne      |
| Väderstad 389                           | Stensättning            |              | Väderstad, Östergötland |       | 58.318782, 14.979144 | 12000000007702 | Ladda upp en bild av detta fornminne      |
| Väderstad 395                           | Stensättning            |              | Väderstad, Östergötland |       | 58.305330, 14.930655 | 12000000007720 | Ladda upp en bild av detta fornminne      |
| Väderstad 396                           | Stensättning            |              | Väderstad, Östergötland |       | 58.305330, 14.930882 | 12000000007723 | Ladda upp en bild av detta fornminne      |
| Väderstad 421                           | Gravfält                |              | Väderstad, Östergötland |       | 58.299865, 14.869906 | 12000000091219 | Ladda upp en bild av detta fornminne      |
| Väderstad 422                           | Stensättning            |              | Väderstad, Östergötland |       | 58.300682, 14.870332 | 12000000091222 | Ladda upp en bild av detta fornminne      |
| Väderstad 423                           | Stensättning            |              | Väderstad, Östergötland |       | 58.299989, 14.873285 | 12000000091223 | Ladda upp en bild av detta fornminne      |
| Väderstad 431                           | Stensättning            |              | Väderstad, Östergötland |       | 58.306672, 14.933395 | 12000000131801 | Ladda upp en bild av detta fornminne      |
| Väderstad 432                           | Stensättning            |              | Väderstad, Östergötland |       | 58.306422, 14.931708 | 12000000131802 | Ladda upp en bild av detta fornminne      |
| Väderstad 433                           | Stensättning            |              | Väderstad, Östergötland |       | 58.306555, 14.932245 | 12000000131803 | Ladda upp en bild av detta fornminne      |
| Väderstad 460                           | Stensättning            |              | Väderstad, Östergötland |       | 58.301396, 14.897042 | 12000000136271 | Ladda upp en bild av detta fornminne      |